# 洛碛镇
洛碛镇，是中华人民共和国重庆市渝北区下辖的一个乡镇级行政单位。

## 行政区划
洛碛镇下辖以下地区：
新渝路社区、朝阳社区、兴隆社区、张关社区、经开村、箭沱村、太洪场村、桂湾村、宝华村、新石村、高桥村、上坝村、洛碛村、青木村、沙地村、沙湾村、砖房村、幸福村、水溶洞村、老君山村和大天池村。